# Zbigniew Filipiak
Zbigniew Filipiak (ur. 25 lutego 1950 w Zielonej Górze, zm. 16 września 2021 tamże) – polski żużlowiec.
Przez całą swoją karierę (1969–1981) reprezentował klub Falubaz (Zgrzeblarki) Zielona Góra, z którym trzykrotnie zdobył medale Drużynowych Mistrzostw Polski: złoty (1981) oraz dwa brązowe (1973, 1979).
Największe sukcesy odniósł w kategorii juniorów. Dwukrotnie zdobył medale Młodzieżowych Indywidualnych Mistrzostw Polski: złoty (Zielona Góra 1973) oraz srebrny (Toruń 1971), był również zdobywcą "Srebrnego Kasku" (1973). W 1974 awansował do rozegranego w Togliatti finału kontynentalnego (eliminacji Mistrzostw Świata), zajmując XVI miejsce. Dwukrotnie startował w finałach Indywidualnych Mistrzostw Polski, zajmując IV (Gorzów Wielkopolski 1974) oraz X miejsce (Gorzów Wielkopolski 1978). W 1978 zwyciężył w turnieju o Łańcuch Herbowy Miasta Ostrowa Wielkopolskiego.
Pochowany na starym cmentarzu w Zielonej Górze przy ulicy Wrocławskiej.